# Atheta luctifera
Atheta luctifera är en skalbaggsart som beskrevs av Max Bernhauer 1906. Atheta luctifera ingår i släktet Atheta och familjen kortvingar. Inga underarter finns listade i Catalogue of Life.